# Samsung Gear S2
Samsung Gear S2 là một đồng hồ thông minh phát triển bởi Samsung Electronics chạy hệ điều hành Tizen của Samsung. Ra mắt tại IFA vào năm 2015, nó có vòng bezel xoay, và chứng chỉ IP68 chống nước ở độ sâu 1,5 mét trong thời gian 30 phút. Đồng hồ này tương thích với chuẩn dây đai 20 mm.

## So sánh các thiết bị
| Model           | Gear S2 (WiFi) | Gear S2 Classic | Gear S2 (3G) |
| --------------- | --- | --- | --- |
| Màn hình        | 1.2" Super AMOLED vòng, 360 x 360 pixel, 302 dpi                                                                        | 1.2" Super AMOLED vòng, 360 x 360 pixel, 302 dpi                                                                        | 1.2" Super AMOLED vòng, 360 x 360 pixel, 302 dpi                                                                        |
| Kích thước      | 49.8 x 42.3 x 11.4 mm                                                                                                   | 43.6 x 39.9 x 11.4 mm                                                                                                   | 51.8 x 44 x 13.4 mm |
| Mạng độc lập    | Không | Không | Có |
| Nhập            | Cảm ứng Máy đếm bước (cảm biến 9 trục) Cảm biến nhịp tim PPG Microphone kép WiFi 802.11 b/g/n Bluetooth LE Loa (bản 3G) | Cảm ứng Máy đếm bước (cảm biến 9 trục) Cảm biến nhịp tim PPG Microphone kép WiFi 802.11 b/g/n Bluetooth LE Loa (bản 3G) | Cảm ứng Máy đếm bước (cảm biến 9 trục) Cảm biến nhịp tim PPG Microphone kép WiFi 802.11 b/g/n Bluetooth LE Loa (bản 3G) |
| Vi xử lý        | Exynos 1 GHz dual-core ARM Cortex-A7                                                                                    | Exynos 1 GHz dual-core ARM Cortex-A7                                                                                    | Qualcomm Snapdragon 400 1.2 GHz dual-core ARM Cortex-A7                                                                 |
| Storage and RAM | 4 GB bộ nhớ trong, 512 MB RAM                                                                                           | 4 GB bộ nhớ trong, 512 MB RAM                                                                                           | 4 GB bộ nhớ trong, 512 MB RAM                                                                                           |
| Dây đeo         | Cao su | Da | Cao su |
| Pin             | 250 mAh 3.8v battery | 250 mAh 3.8v battery | 300 mAh 3.8v battery |